# Nannestad
Nannestad est une kommune de Norvège. Elle est située dans le comté d'Akershus.